# E007 (trasa europejska)
E007 – trasa europejska łącznikowa (kategorii B), biegnąca przez Uzbekistan i Kirgistan. Długość trasy wynosi 600 km.
Przebieg E007:
- Uzbekistan: Taszkent - Kokand - Andiżan
- Kirgistan: Osz - Irkesztam